# 쥘 리메
쥘 리메(Jules Rimet, 1873년 10월 14일 ~ 1956년 10월 16일)는 프랑스 출신의 제3대 국제 축구 연맹 회장으로 FIFA 월드컵을 발전시키는 데 큰 기여를 했다.

## 일생과 경력
1919년 프랑스 축구 연맹(FFF)을 창설하고 1949년까지 회장으로 있었으며, 제1차 세계 대전에도 장교로 참전해 무공훈장을 받기도 했다.
1921년 국제 축구 연맹의 3대 회장이 되어, 1954년까지 국제 축구 연맹 역사상 가장 길게 재임하였다. 1930년 첫 FIFA 월드컵인 우루과이 월드컵에서 유럽의 국가들은 잉글랜드를 필두로 한 불참 여론이 휩쓸자 쥘 리메가 몸소 찾아가서 사재를 털어가면서 각국 정부들을 설득해 조국인 프랑스를 포함하여 벨기에, 유고슬라비아, 루마니아를 FIFA 월드컵에 출전시켜서 첫 월드컵을 성공적으로 개최하였다. 그 이후에도 쥘 리메는 이념이나 사상같은 것은 생각하지 않고 단지 축구를 좋아해서 4년 후 월드컵 축구대회를 개최하면서 계속 세계축구대회로서의 월드컵을 주관하고 있었다. 그러나 1934년 FIFA 월드컵을 이탈리아가 독재자 베니토 무솔리니가 자신과 나치의 선전장으로 활용하는 바람에 쥘 리메가 파시스트라는 억측이 돌기도 했다.
1938년 FIFA 월드컵에서도 나치식 경례로 논란을 빚었고, 1956년 노벨 평화상 후보로도 지명되었으나 그 해에는 아무도 수상하지 못했다.
1954년 스위스 월드컵 직후 회장직에서 물러나, 1956년 파리 교외 쉬레네에서 사망하였다. 이 때문에 당초 FIFA에서는 1958년 FIFA 월드컵이 개최될 때 쥘 리메를 그 월드컵 최고의 귀빈으로 예우하려 했으나 무산되었다.
아벨 라플뢰르에 의해 그를 기리는 쥘 리메 컵이 제정되었으나 1983년 도난당했고, 결국 쥘 리메컵은 절도범들에 의해 녹여지고 말았다. 사후 2004년 국제 축구 연맹 공로 훈장을 수여받았다.

## 같이 보기
- FIFA 회장 목록